# アトリエオンライン 〜ブレセイルの錬金術士〜
『アトリエオンライン 〜ブレセイルの錬金術士〜』（アトリエオンライン ブレセイルのれんきんじゅつし）は、コーエーテクモゲームスより配信されていたスマートフォン向けアプリケーションゲーム。ジャンルは錬金術オンラインRPG。2018年10月3日配信開始。
2022年3月31日をもってサービスを終了した。

## 概要
錬金術を題材にした「アトリエシリーズ」のオンラインRPG。
歴代のアトリエシリーズの「冒険」「調合」「バトル」といった要素を追求し、スタミナ制度などがなく、自分のペースで楽しめる作品となっている。

## 沿革
2019年
- 3月27日 - エルレウム追加[3]。
- 5月27日 - 開発・運営がNHN PlayArtからコーエーテクモゲームスへと移管[4]。
- 11月29日 - メインストーリーシーズン2が実装・フラーレス追加[5]。

2020年
- 5月13日 - カヌス追加[6]。

2022年
1月27日 - サービス終了を発表。
3月31日 - 同日15時をもってサービスを終了。

## 登場キャラクター

### 主要人物
主人公
声 - 八代拓（男）、花守ゆみり（女）
本作の主人公。見習い錬金術士。アカデミーに通う2年生。17歳。
男女はプレイヤーが自由に選択可能。プレイ中も好きに切り替えができる。主人公の会話は選択肢によって行われる。
鳳仙花 春蘭（ほうせんか しゅんらい）、鳳仙花 梅（ほうせんか うめ）
声 - 八代拓（春蘭）、花守ゆみり（梅）
和装をした主人公。別の世界から「時空の歪み」を通ってアカデミーへとやってきたため、本編の主人公とは別人。
ペパーミント
声 - 吉岡麻耶
主人公と共にいる妖精。能天気でいたずら好きな性格。好物はリンゴとハチミツ。
ソレル
声 - 高田憂希
主人公と同級生の見習い魔法使い。17歳。魔法学科を専攻している。明るく元気な性格。
ソレル・オーゼイユ
声 - 高田憂希
別の世界から「時空の歪み」を通ってアカデミーへとやってきたソレル。
男装をしており、魔法の腕や実力は本編のソレルよりも上。
アニスヒソップ
声 - 日岡なつみ
アカデミーの秘蹟科を専攻する見習い賢者。17歳。親しい人達の間ではアニスと呼ばれる。ソレルとは幼馴染。趣味は読書。穏やかで真面目な性格。
アニス・フォニク
声 - 日岡なつみ
別の世界から「時空の歪み」を通ってアカデミーへとやってきたソレル。
本編のアニスと違い、剣士として戦う。
クレソン
声 - 西山宏太朗
アカデミー学園衛士隊に所属する見習い衛士。17歳。熱血漢。上司のタンドリオンに対してはやや誤解があるものの尊敬している。

### アカデミーの生徒・教師
ヘーゼル
声 - 本宮佳奈
アカデミーの生徒会長。19歳。
ウィスティリア
声 - 田中あいみ
アカデミーの近くで倒れていた記憶喪失の少女。16歳。ウィスティリアという名前は主人公達によって名付けられる。シナリオを進めていくと、アカデミーの試験に合格し、主人公達の後輩として入学するようになる。
シスル
声 - 田中貴子
冒険科の生徒。ヘーゼルの右腕で、『アカデミー最強』と称される双剣使い。
ゲーム内では『鏡界』マップにて登場。
セント＝ジョーンズワート
声 - 新垣樽助
アカデミーの学園長。
ベルガモット
声 - 冨樫かずみ
アカデミー錬金術科の講師。30歳。主人公の担任でアカデミーの卒業生。
タンドリオン
声 - 仲村宗悟
学園衛士隊の隊長。クレソンの上司。31歳。基本的に不真面目だが、異名は『剣雄』。
マジョラム
声 - 大地葉
アカデミー魔法科の講師。32歳。ソレルの担任。
シルバーバーチ
声 - 水中雅章
アカデミー機械科の講師。36歳。ヘーゼルの叔父。
ルー
声 - 山本和臣
アカデミー秘蹟科の講師。15歳。10歳でアカデミーを卒業し、13歳でアカデミー講師に招かれたが、生徒達からは子供扱いされている。
ポピーくん
声 - 松浦愛弓
シルバーバーチが開発した時空の歪みを作り出せる機械。正式名称は「時空操作くん4号」。

### オルビュースの人々
オレガノ
声 - 北村謙次
アカデミーの近くで暮らす木こりの男性。43歳。
ビルベリー
声 - 田所陽向
ルフナ村の村長。55歳。アーテリア出身でかつては領主も務めていた。
カレンデュラ
声 - てらそままさき
フードを深く被った謎の錬金術士。元々はアカデミーの出身。世界に絶望し、錬金術を憎むようになる。

### 妖精郷
ツンベルギア
声 - 武内駿輔
妖精王。人間嫌い。
クフェア
声 - 桑原由気
ツンベルギアの妻で妖精妃。誰にでも心優しい。
ホップ
ペパーミントを姉として慕っている妖精。

### リブルムの人々
ローズヒップ
声 - 村田太志
リブルム地方の領主。28歳。
アンゼリカ
声 - 諏訪彩花
弟思いの狩人の少女。18歳。口下手ではあるが、子供の頃から狩りを生業としている為に冷静沈着な一面もある。シナリオを進めていくと主人公達に同行する。普段は隠しているが、ネトルや親しい人達の前での口調は「～だべ」といった口調になることも。料理下手。
フィーバーフュー
声 - 武内駿輔
キャラバン『フィーバーウィーバー』の団長。32歳。
エリカ
声 - 渕上舞
フィーバーフューと共に行動している旅の踊り子。20歳。
キャットニップ
声 - 大野柚布子
吟遊詩人の少女。18歳。歌う事が大好き。
エキナセア
声 - 逢坂良太
幻術士の男。28歳。ローズヒップから領主の座を奪おうと画策している。
ネトル
声 - 花村怜美
アンゼリカの弟。6歳。生まれつき体が弱い。

### アーテリアの人々
スカルキャップ
声 - 藤井隼
アーテリア地方の領主。42歳。盗賊団『ダルダラ団』の団長でもある。
ヴァレリアン
声 - 白井悠介
盗賊の青年。19歳。厭世的な性格をしているが、義理に厚い。料理上手。シナリオを進めていくと主人公達の仲間になる。
ブラックコーシュ
声 - 河本啓佑
仮面をつけた道化師のような男。『ダルダラ団』ではコーシュと名乗り参謀を務めていたが、悪事を働いてもいた。悪事が発覚した後は『ダルダラ団』から去る。
レディースマントル
声 - 中尾隆聖
ブレセイル島の各地でケンカや諍いを仲裁と称して両成敗をしている自称『愛の戦士』。

### エルレウムの人々
ゴールデンロッド
声 - 山本兼平
エルレウム地方の領主。63歳。貿易商人であり、かつて一目惚れした人魚に再び会うことを生涯の目標としている。
ベルベイヌ
声 - 諏訪ななか
幽霊船の女船長。100年前にエルレウム地方の海を暴れまわったという伝説の女海賊。だが元々は名門貴族の子女であり、とてもおしとやかで礼儀正しい性格をしている。後に幽霊の身でありながら、ゴールデンロッドの秘書となる。
アマリリス
声 - 古賀葵
海に住む人魚の少女。がさつで天真爛漫な性格。音痴ではあるが、歌うことが大好き。

### フラーレスの人々
カンゾウ
声 - 秋元羊介
フラーレス地方の領主。
ナツメ
声 - 蒼井翔太
サムライの少年。強いサムライになるために日々修行に励んでいる。
ラン
声 - 山根綺
フラーレス地方の茶屋「きみどり」の看板娘。ナツメとは幼馴染。

### カヌスの人々
マカ
声 - 梶川翔平
カヌス地方の領主。部族以外の人々とは必要以上の会話をしない。ヌタ教の教えを大切にしている。
チコリ
声 - 指出毬亜
カヌスで暮らす少女。ヌタ教の巫女で自身に神を降ろすことで言葉を代弁する。純粋な性格。

### その他のキャラクター
ラジアータ・アンブロシア、リコリス・アンブロシア
声 - 稲村優奈
イベント「花の妖精姉妹との邂逅」にて登場。双子の妖精。花の妖精郷を守る永久の花「火のアンブロシアの花」の新人管理人。
ラジアータは姉で責任感が強い性格。
リコリスは妹で好奇心旺盛で意地っ張りな性格。
エオス
声 - 前田佳織里
『鏡界』マップに登場。『鏡界』にあるアルセム王国の第二王女で「剣姫将軍」の名を持つ。
ナビア
エオスの姉でアルセム王国の第一王女。

### 歴代キャラクター
詳細は各作品を参照の事。
| 名前       | 声優       | 出典                                                 |
| ---------- | ---------- | ---------------------------------------------------- |
| マリー     | 池澤春菜   | マリーのアトリエ 〜ザールブルグの錬金術士〜          |
| ロロナ     | 門脇舞以   | ロロナのアトリエ 〜アーランドの錬金術士〜            |
| ステルク   | 小杉十郎太 | ロロナのアトリエ 〜アーランドの錬金術士〜            |
| トトリ     | 名塚佳織   | トトリのアトリエ 〜アーランドの錬金術士2〜           |
| ミミ       | 井口裕香   | トトリのアトリエ 〜アーランドの錬金術士2〜           |
| メルル     | 明坂聡美   | メルルのアトリエ 〜アーランドの錬金術士3〜           |
| ルルア     | 島袋美由利 | ルルアのアトリエ 〜アーランドの錬金術士4〜           |
| 大人ロロナ | 門脇舞以   | ルルアのアトリエ 〜アーランドの錬金術士4〜           |
| オーレル   | 花江夏樹   | ルルアのアトリエ 〜アーランドの錬金術士4〜           |
| アーシャ   | 井上麻里奈 | アーシャのアトリエ 〜黄昏の大地の錬金術士〜          |
| ウィルベル | 瀬戸麻沙美 | アーシャのアトリエ 〜黄昏の大地の錬金術士〜          |
| エスカ     | 村川梨衣   | エスカ&ロジーのアトリエ 〜黄昏の空の錬金術士〜       |
| ロジー     | 石川界人   | エスカ&ロジーのアトリエ 〜黄昏の空の錬金術士〜       |
| ソフィー   | 相坂優歌   | ソフィーのアトリエ 〜不思議な本の錬金術士〜          |
| リディー   | 長縄まりあ | リディー&スールのアトリエ 〜不思議な絵画の錬金術士〜 |
| スール     | 赤尾ひかる | リディー&スールのアトリエ 〜不思議な絵画の錬金術士〜 |
| ライザ     | のぐちゆり | ライザのアトリエ 〜常闇の女王と秘密の隠れ家〜        |
| ネルケ     | 本泉莉奈   | ネルケと伝説の錬金術士たち 〜新たな大地のアトリエ〜  |

## 主題歌
金色のレシピ
作詞・作曲：ACE / 歌：女性主人公（花守ゆみり）